# Dubai Tennis Championships
Dubai Tennis Championships sau Dubai Open este un turneu profesionist de tenis pentru bărbați și femei, deținut și organizat de Dubai Duty Free și care se desfășoară anual în Dubai, Emiratele Arabe Unite, pe terenuri cu suprafață dură, în aer liber. În prezent, este listat ca WTA 1000 pe circuitul WTA și ATP 500 pe circuitul ATP.
Turneul are loc la sfârșitul lunii februarie sub patronajul șeicului Mohammed bin Rashid Al Maktoum, vicepreședinte și prim-ministru al EAU și conducător al Dubaiului.  În 2001, ATP a promovat turneul de la nivelul ATP 250 la un turneu de nivel ATP 500, mai prestigios. În circuitul WTA, turneul a alternat anual între un turneu de nivel WTA 1000 și un turneu de nivel WTA 500, până în 2024, când a rămas un eveniment WTA 1000. Înainte de anii 1990, a existat un campionat anual de tenis din Dubai, disputat la Ambasada Marii Britanii.

## Rezultate

### Simplu masculin

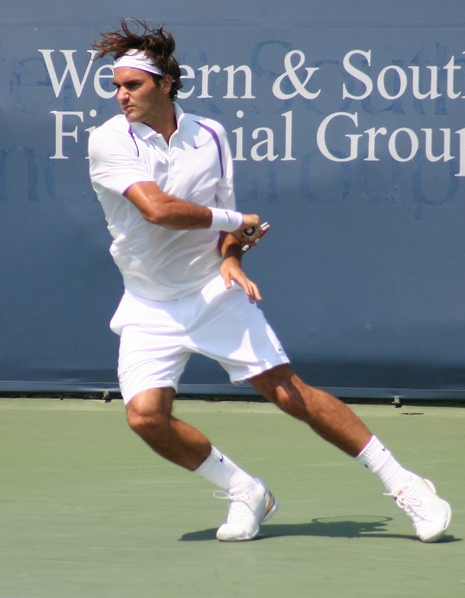
Roger Federer deține toate recordurile în Dubai, pentru cele mai multe titluri (opt), cele mai multe finale (zece), cele mai multe titluri consecutive (trei) și cele mai multe finale consecutive (cinci).

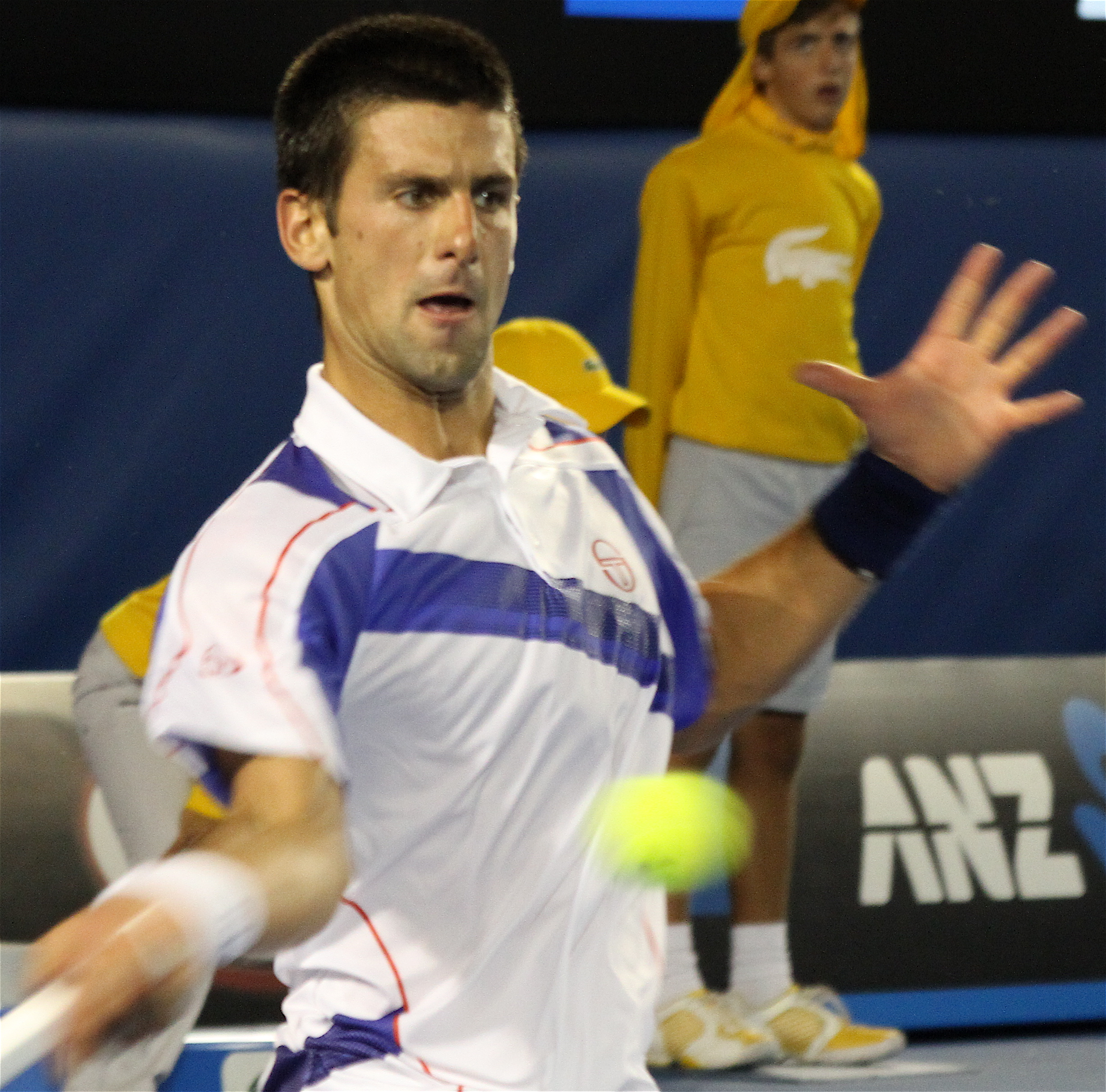
Novak Djokovic împarte cu Federer recordul pentru cele mai multe titluri consecutive (trei).

| An   | Campion               | Finalist              | Scor                |
| ---- | --------------------- | --------------------- | ------------------- |
| 1993 | Karel Nováček         | Fabrice Santoro       | 6–4, 7–5            |
| 1994 | Magnus Gustafsson     | Sergi Bruguera        | 6–4, 6–2            |
| 1995 | Wayne Ferreira        | Andrea Gaudenzi       | 6–3, 6–3            |
| 1996 | Goran Ivanišević      | Albert Costa          | 6–4, 6–3            |
| 1997 | Thomas Muster         | Goran Ivanišević      | 7–5, 7–6(7–3)       |
| 1998 | Àlex Corretja         | Félix Mantilla        | 7–6(7–0), 6–1       |
| 1999 | Jérôme Golmard        | Nicolas Kiefer        | 6–4, 6–2            |
| 2000 | Nicolas Kiefer        | Juan Carlos Ferrero   | 7–5, 4–6, 6–3       |
| 2001 | Juan Carlos Ferrero   | Marat Safin           | 6–2, 3–1 Ret.       |
| 2002 | Fabrice Santoro       | Younes El Aynaoui     | 6–4, 3–6, 6–3       |
| 2003 | Roger Federer         | Jiří Novák            | 6–1, 7–6(7–2)       |
| 2004 | Roger Federer (2)     | Feliciano López       | 4–6, 6–1, 6–2       |
| 2005 | Roger Federer (3)     | Ivan Ljubičić         | 6–1, 6–7(6–8), 6–3  |
| 2006 | Rafael Nadal          | Roger Federer         | 2–6, 6–4, 6–4       |
| 2007 | Roger Federer (4)     | Mikhail Youzhny       | 6–4, 6–3            |
| 2008 | Andy Roddick          | Feliciano López       | 6–7(8–10), 6–4, 6–2 |
| 2009 | Novak Djokovic        | David Ferrer          | 7–5, 6–3            |
| 2010 | Novak Djokovic (2)    | Mikhail Youzhny       | 7–5, 5–7, 6–3       |
| 2011 | Novak Djokovic (3)    | Roger Federer         | 6–3, 6–3            |
| 2012 | Roger Federer (5)     | Andy Murray           | 7–5, 6–4            |
| 2013 | Novak Djokovic (4)    | Tomáš Berdych         | 7–5, 6–3            |
| 2014 | Roger Federer (6)     | Tomáš Berdych         | 3–6, 6–4, 6–3       |
| 2015 | Roger Federer (7)     | Novak Djokovic        | 6–3, 7–5            |
| 2016 | Stan Wawrinka         | Marcos Baghdatis      | 6–4, 7–6(15–13)     |
| 2017 | Andy Murray           | Fernando Verdasco     | 6–3, 6–2            |
| 2018 | Roberto Bautista Agut | Lucas Pouille         | 6–3, 6–4            |
| 2019 | Roger Federer (8)     | Stefanos Tsitsipas    | 6–4, 6–4            |
| 2020 | Novak Djokovic (5)    | Stefanos Tsitsipas    | 6–3, 6–4            |
| 2021 | Aslan Karatsev        | Lloyd Harris          | 6–3, 6–2            |
| 2022 | Andrei Rubliov        | Jiří Veselý           | 6–3, 6–4            |
| 2023 | Daniil Medvedev       | Andrei Rubliov        | 6–2, 6–2            |
| 2024 | Ugo Humbert           | Alexander Bublik      | 6–4, 6–3            |
| 2025 | Stefanos Tsitsipas    | Félix Auger-Aliassime | 6–3, 6–3            |

### Simplu feminin

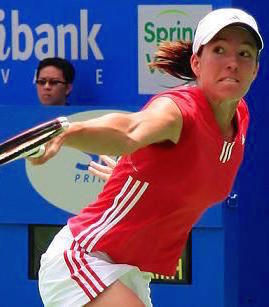
Justine Henin a câștigat un total de patru titluri de simplu (record).

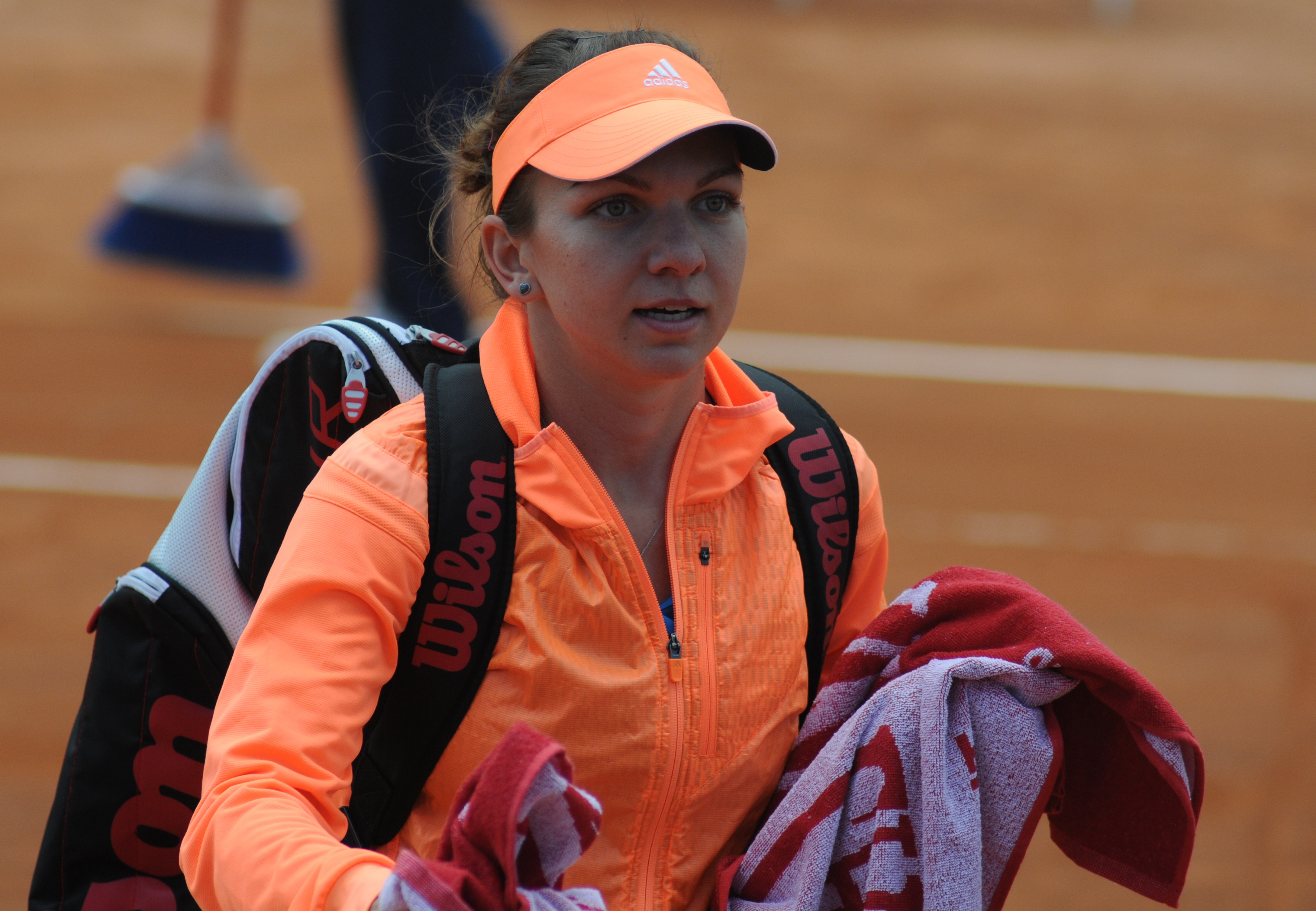
Fosta nr. 1 mondial Simona Halep a obținut titlul la Dubai în 2015 și 2020.

| 2001         | Martina Hingis             | Nathalie Tauziat     | 6–4, 6–4           |
| 2002         | Amélie Mauresmo            | Sandrine Testud      | 6–4, 7–6(7–3)      |
| 2003         | Justine Henin-Hardenne     | Monica Seles         | 4–6, 7–6(7–4), 7–5 |
| 2004         | Justine Henin-Hardenne (2) | Svetlana Kuznetsova  | 7–6(7–3), 6–3      |
| 2005         | Lindsay Davenport          | Jelena Janković      | 6–4, 3–6, 6–4      |
| 2006         | Justine Henin-Hardenne (3) | Maria Sharapova      | 7–5, 6–2           |
| 2007         | Justine Henin (4)          | Amélie Mauresmo      | 6–4, 7–5           |
| 2008         | Elena Dementieva           | Svetlana Kuznetsova  | 4–6, 6–3, 6–2      |
| 2009         | Venus Williams             | Virginie Razzano     | 6–4, 6–2           |
| 2010         | Venus Williams (2)         | Victoria Azarenka    | 6–3, 7–5           |
| 2011         | Caroline Wozniacki         | Svetlana Kuznetsova  | 6–1, 6–3           |
| 2012         | Agnieszka Radwańska        | Julia Görges         | 7–5, 6–4           |
| 2013         | Petra Kvitová              | Sara Errani          | 6–2, 1–6, 6–1      |
| 2014         | Venus Williams (3)         | Alizé Cornet         | 6–3, 6–0           |
| 2015         | Simona Halep               | Karolína Plíšková    | 6–4, 7–6(7–4)      |
| 2016         | Sara Errani                | Barbora Strýcová     | 6–0, 6–2           |
| 2017         | Elina Svitolina            | Caroline Wozniacki   | 6–4, 6–2           |
| 2018         | Elina Svitolina (2)        | Daria Kasatkina      | 6–4, 6–0           |
| 2019         | Belinda Bencic             | Petra Kvitová        | 6–3, 1–6, 6–2      |
| 2020         | Simona Halep (2)           | Elena Rîbakina       | 3–6, 6–3, 7–6(7–5) |
| 2021         | Garbiñe Muguruza           | Barbora Krejčíková   | 7–6(8–6), 6–3      |
| ↓ WTA 500 ↓  |                            |                      |                    |
| 2022         | Jeļena Ostapenko           | Veronika Kudermetova | 6–0, 6–4           |
| ↓ WTA 1000 ↓ |                            |                      |                    |
| 2023         | Barbora Krejčíková         | Iga Świątek          | 6–4, 6–2           |
| 2024         | Jasmine Paolini            | Anna Kalinskaia      | 4–6, 7–5, 7–5      |
| 2025         | Mirra Andreeva             | Clara Tauson         | 7–6(7–1), 6–1      |

### Dublu masculin
| An   | Campion                                | Finalist                             | Scor                    |
| ---- | -------------------------------------- | ------------------------------------ | ----------------------- |
| 1993 | John Fitzgerald Anders Järryd          | Grant Connell Patrick Galbraith      | 6–2, 6–1                |
| 1994 | Todd Woodbridge Mark Woodforde         | Darren Cahill John Fitzgerald        | 6–7, 6–4, 6–2           |
| 1995 | Grant Connell Patrick Galbraith        | Tomás Carbonell Francisco Roig       | 6–2, 4–6, 6–3           |
| 1996 | Grant Connell (2) Byron Black          | Karel Nováček Jiří Novák             | 6–0, 6–1                |
| 1997 | Sander Groen Goran Ivanišević          | Sandon Stolle Cyril Suk              | 7–6, 6–3                |
| 1998 | Mahesh Bhupathi Leander Paes           | Donald Johnson Francisco Montana     | 6–2, 7–5                |
| 1999 | Wayne Black Sandon Stolle              | David Adams John-Laffnie de Jager    | 4–6, 6–1, 6–4           |
| 2000 | Jiří Novák David Rikl                  | Robbie Koenig Peter Tramacchi        | 6–2, 7–5                |
| 2001 | Joshua Eagle Sandon Stolle (2)         | Daniel Nestor Nenad Zimonjić         | 6–4, 6–4                |
| 2002 | Mark Knowles Daniel Nestor             | Joshua Eagle Sandon Stolle           | 3–6, 6–3, [13–11]       |
| 2003 | Leander Paes David Rikl (2)            | Wayne Black Kevin Ullyett            | 6–3, 6–0                |
| 2004 | Mahesh Bhupathi (2) Fabrice Santoro    | Jonas Björkman Leander Paes          | 6–2, 4–6, 6–4           |
| 2005 | Martin Damm Radek Štěpánek             | Jonas Björkman Fabrice Santoro       | 6–2, 6–4                |
| 2006 | Paul Hanley Kevin Ullyett              | Mark Knowles Daniel Nestor           | 1–6, 6–2, [10–1]        |
| 2007 | Fabrice Santoro (2) Nenad Zimonjić     | Mahesh Bhupathi Radek Štěpánek       | 7–5, 6–7(3–7), [10–7]   |
| 2008 | Mahesh Bhupathi (3) Mark Knowles (2)   | Martin Damm Pavel Vízner             | 7–5, 7–6(9–7)           |
| 2009 | Rik de Voest Dmitry Tursunov           | Martin Damm Robert Lindstedt         | 4–6, 6–3, [10–5]        |
| 2010 | Simon Aspelin Paul Hanley              | Lukáš Dlouhý Leander Paes            | 6–2, 6–3                |
| 2011 | Sergiy Stakhovsky Mikhail Youzhny      | Jérémy Chardy Feliciano López        | 4–6, 6–3, [10–3]        |
| 2012 | Mahesh Bhupathi (4) Rohan Bopanna      | Mariusz Fyrstenberg Marcin Matkowski | 6–4, 3–6, [10–5]        |
| 2013 | Mahesh Bhupathi (5) Michaël Llodra     | Robert Lindstedt Nenad Zimonjić      | 7–6(8–6), 7–6(8–6)      |
| 2014 | Rohan Bopanna (2) Aisam-ul-Haq Qureshi | Daniel Nestor Nenad Zimonjić         | 6–4, 6–3                |
| 2015 | Rohan Bopanna (3) Daniel Nestor (2)    | Aisam-ul-Haq Qureshi Nenad Zimonjić  | 6–4, 6–1                |
| 2016 | Simone Bolelli Andreas Seppi           | Feliciano López Marc López           | 6–2, 3–6, [14–12]       |
| 2017 | Jean-Julien Rojer Horia Tecău          | Rohan Bopanna Marcin Matkowski       | 4–6, 6–3, [10–3]        |
| 2018 | Jean-Julien Rojer (2) Horia Tecău (2)  | James Cerretani Leander Paes         | 6–2, 7–6(7–2)           |
| 2019 | Rajeev Ram Joe Salisbury               | Ben McLachlan Jan-Lennard Struff     | 7–6(7–4), 6–3           |
| 2020 | John Peers Michael Venus               | Raven Klaasen Oliver Marach          | 6–3, 6–2                |
| 2021 | Juan Sebastián Cabal Robert Farah      | Nikola Mektić Mate Pavić             | 7–6(7–0), 7–6(7–4)      |
| 2022 | Tim Pütz Michael Venus (2)             | Nikola Mektić Mate Pavić             | 6–3, 6–7(5–7), [16–14]  |
| 2023 | Maxime Cressy Fabrice Martin           | Lloyd Glasspool Harri Heliövaara     | 7–6(7–2), 6–4           |
| 2024 | Tallon Griekspoor Jan-Lennard Struff   | Ivan Dodig Austin Krajicek           | 6–4, 4–6, [10–6]        |
| 2025 | Yuki Bhambri Alexei Popyrin            | Harri Heliövaara Henry Patten        | 3–6, 7–6(14–12), [10–8] |

### Dublu feminin
| 2001                     | Yayuk Basuki Caroline Vis                          | Åsa Svensson Karina Habšudová         | 6–0, 4–6, 6–2         |
| 2002                     | Barbara Rittner María Vento-Kabchi                 | Sandrine Testud Roberta Vinci         | 6–3, 6–2              |
| 2003                     | Svetlana Kuznetsova Martina Navratilova            | Cara Black Elena Likhovtseva          | 6–3, 7–6(9–7)         |
| 2004                     | Janette Husárová Conchita Martínez                 | Svetlana Kuznetsova Elena Likhovtseva | 6–0, 1–6, 6–3         |
| 2005                     | Virginia Ruano Pascual Paola Suárez                | Svetlana Kuznetsova Alicia Molik      | 6–7(7–9), 6–2, 6–1    |
| 2006                     | Květa Peschke Francesca Schiavone                  | Svetlana Kuznetsova Nadia Petrova     | 3–6, 7–6(7–1), 6–3    |
| 2007                     | Cara Black Liezel Huber                            | Svetlana Kuznetsova Alicia Molik      | 7–6(8–6), 6–4         |
| 2008                     | Cara Black (2) Liezel Huber (2)                    | Zheng Jie Yan Zi                      | 7–5, 6–2              |
| 2009                     | Cara Black (3) Liezel Huber (3)                    | Maria Kirilenko Agnieszka Radwańska   | 6–3, 6–3              |
| 2010                     | Nuria Llagostera Vives María José Martínez Sánchez | Květa Peschke Katarina Srebotnik      | 7–6(7–5), 6–4         |
| 2011                     | Liezel Huber (4) María José Martínez Sánchez (2)   | Květa Peschke Katarina Srebotnik      | 7–6(7–5), 6–3         |
| ↓ Premier tournament ↓   |                                                    |                                       |                       |
| 2012                     | Liezel Huber (5) Lisa Raymond                      | Sania Mirza Elena Vesnina             | 6–2, 6–1              |
| 2013                     | Bethanie Mattek-Sands Sania Mirza                  | Nadia Petrova Katarina Srebotnik      | 6–4, 2–6, [10–7]      |
| 2014                     | Alla Kudryavtseva Anastasia Rodionova              | Raquel Kops-Jones Abigail Spears      | 6–2, 5–7, [10–8]      |
| ↓ Premier 5 tournament ↓ |                                                    |                                       |                       |
| 2015                     | Tímea Babos Kristina Mladenovic                    | Garbiñe Muguruza Carla Suárez Navarro | 6–3, 6–2              |
| ↓ Premier tournament ↓   |                                                    |                                       |                       |
| 2016                     | Chuang Chia-jung Darija Jurak                      | Caroline Garcia Kristina Mladenovic   | 6–4, 6–4              |
| ↓ Premier 5 tournament ↓ |                                                    |                                       |                       |
| 2017                     | Ekaterina Makarova Elena Vesnina                   | Andrea Hlaváčková Peng Shuai          | 6–2, 4–6, [10–7]      |
| ↓ Premier tournament ↓   |                                                    |                                       |                       |
| 2018                     | Chan Hao-ching Yang Zhaoxuan                       | Hsieh Su-wei Peng Shuai               | 4–6, 6–2, [10–6]      |
| ↓ Premier 5 tournament ↓ |                                                    |                                       |                       |
| 2019                     | Hsieh Su-wei Barbora Strýcová                      | Lucie Hradecká Ekaterina Makarova     | 6–4, 6–4              |
| ↓ Premier tournament ↓   |                                                    |                                       |                       |
| 2020                     | Hsieh Su-wei (2) Barbora Strýcová (2)              | Barbora Krejčíková Zheng Saisai       | 7–5, 3–6, [10–5]      |
| ↓ WTA 1000 ↓             |                                                    |                                       |                       |
| 2021                     | Alexa Guarachi Darija Jurak (2)                    | Xu Yifan Yang Zhaoxuan                | 6–0, 6–3              |
| ↓ WTA 500 ↓              |                                                    |                                       |                       |
| 2022                     | Veronika Kudermetova Elise Mertens                 | Liudmila Kicenok Jeļena Ostapenko     | 6–1, 6–3              |
| ↓ WTA 1000 ↓             |                                                    |                                       |                       |
| 2023                     | Veronika Kudermetova (2) · Liudmila Samsonova      | Chan Hao-ching Latisha Chan           | 6–4, 6–7(4–7), [10–1] |
| 2024                     | Storm Hunter Kateřina Siniaková                    | Nicole Melichar-Martinez Ellen Perez  | 6–4, 6–2              |
| 2025                     | Kateřina Siniaková (2) Taylor Townsend             | Hsieh Su-wei Jeļena Ostapenko         | 7–6(7–5), 6–4         |